# Zelimchan Jandarbiejev

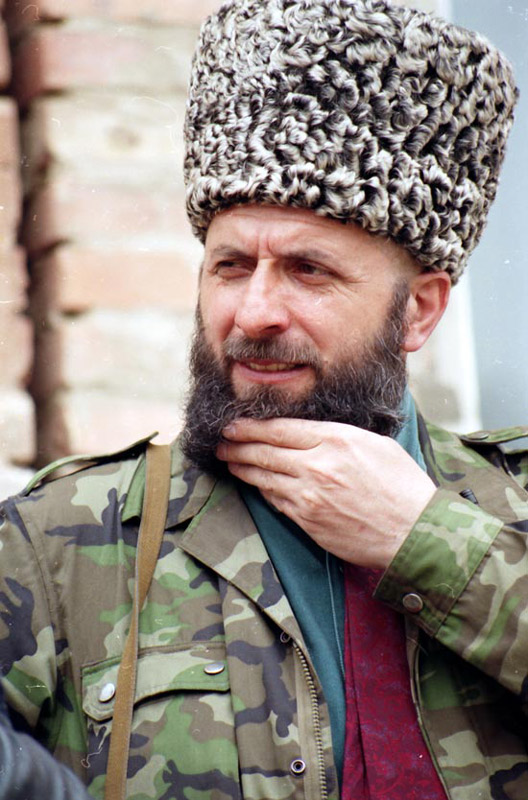

Zelimchan Abdoemoeslimovitsj Jandarbiejev (Russisch: Зелимхан Абдумуслимович Яндарбиев) (Vydrika, Oblast Oost-Kazachstan, 12 september 1952 – Doha, Qatar, 13 februari 2004) was de tweede president van de Tsjetsjeense Republiek Itsjkerië (1996-1997). Hij volgde Dzjochar Doedajev op als interrim-president, die werd geliquideerd door het Russische Leger. Bij de Tsjetsjeense verkiezingen van 1997 werd hij verslagen door Aslan Maschadov, die hem opvolgde als president. Jandarbiejev is in Qatar bij een Russische terroristische aanslag gedood. Hij is omgekomen aan de verwonding die hij had opgelopen bij de ontploffing van een autobom toen hij op weg was van de moskee naar zijn huis. 
Dzjochar Doedajev · Zelimchan Jandarbiejev · Aslan Maschadov · Abdoel-Chalim Sadoelajev · Dokka Oemarov